# Luis Guillermo Solís
Pour les articles homonymes, voir Luis Rivera, Solis et Rivera.
Luis Guillermo Solís Rivera, né le 25 avril 1958 à San José, est un historien, politologue, diplomate et homme d'État costaricain, membre du Parti d'action citoyenne, de tendance centriste. Il est président de la République du 8 mai 2014 au 8 mai 2018.

## Biographie

### Un début de parcours universitaire
Luis Guillermo Solís obtient un master en histoire et science politique  à l'université Tulane aux États-Unis. Il devient enseignant-, et à terme professeur d'histoire et de science politique à l'université du Costa Rica.

### Une carrière de diplomate
À la fin des années 1980, il est conseiller au ministère des Affaires étrangères costaricien, sous la présidence d'Óscar Arias, au moment où le gouvernement travaille à un processus de paix pour plusieurs États d'Amérique centrale. Il devient par la suite directeur général de la politique étrangère sous le président José María Figueres, dans les années 1990, et ambassadeur auprès du Panama.

### Candidat à la présidentielle de 2014
Membre jusque lors du Parti de la libération nationale (PLN), il quitte ce parti en 2005 et rejoint en 2009 le Parti d'action citoyenne (PAC), de tendance sociale-démocrate.
Il est désigné comme candidat du PAC pour l'élection présidentielle de 2014, bien qu'il n'ait jamais exercé de mandat électif. Il fait campagne principalement sur le thème de la lutte contre la corruption. Le 2 février, il termine en tête au premier tour et se qualifie face au candidat du PLN, le parti au pouvoir, Johnny Araya, pour le second tour.
Face à des sondages défavorables, Araya met un terme à sa campagne et annonce qu'il ne brigue plus la présidence, bien qu'il ne puisse pas légalement se retirer. Luis Guillermo Solís est donc élu sans opposition le 6 avril 2014 avec 77 % des voix.

### Président de la République
Il prend ses fonctions le 8 mai suivant.

#### Affaire de corruption
D'après des informations de la justice costaricienne, Luis Guillermo Solís serait intervenu afin de faciliter des contrats d’importations en faveur d'entreprises privées. Les ministres des Finances et de l’Économie seraient également impliqués.
Il est inculpé pour corruption, avec quatre autres figures de son gouvernement, en juillet 2023.